# Alexander von Bach
Alexander von Bach (tedesco: Alexander Freiherr von Bach (Loosdorf, 4 gennaio 1813 – Schöngrabern, 12 novembre 1893) è stato un politico austriaco.
Il suo maggior successo fu l'istituzione di un sistema di controllo centralizzato all'inizio del regno dell'imperatore Francesco Giuseppe I d'Austria.

## Biografia
Fu ministro della giustizia nel periodo 1848 - 1849 ed in seguito ministro degli interni dal 1849 al 1859. Essendo noto come liberale, fu inizialmente chiamato "ministro delle barricate". Tuttavia nel tempo accettò il punto di vista conservatore.
Dopo la morte di Felix Schwarzenberg nel 1852, determinò ampiamente la politica in Austria ed in Ungheria. Bach centralizzò l'autorità amministrativa per tutto l'Impero austriaco, ma sottoscrisse anche una politica reazionaria che ridusse la libertà di stampa ed abolì i processi pubblici. Rappresentò in seguito il dispotismo illuminato (o Klerikalabsolutist), che culminò nel concordato dell'agosto 1855 che diede alla Chiesa cattolica romana il controllo sull'educazione e sulla vita familiare. D'altra parte la libertà economica crebbe significativamente negli anni 1850. Le dogane interne furono abolite.
Bach fu nominato barone (Freiherr) nel 1854. Fu anche il responsabile della Accademia delle Scienze (Akademie der Wissenschaften) nel 1849 - 1859. Le prigioni erano piene di prigionieri politici; durante la sua amministrazione, il nazionalista ceco Karel Havlíček Borovský fu esiliato a Bressanone (1851 - 1855).
Le colonne del cosiddetto sistema Bach (Bachsches System) furono, nelle parole di Adolf Fischhof, quattro "eserciti": un esercito in piedi di soldati, un esercito seduto di pubblici funzionari, un esercito in ginocchio di preti ed un esercito deferente di servitori.
La sua caduta nel 1859 fu in gran parte causata dall'insuccesso nella seconda guerra di indipendenza contro il Regno di Sardegna e Napoleone III. Bach fu ambasciatore presso la Santa sede nel 1859-1867. Morì solitario nel 1893.